# 佐藤チヨ
佐藤 チヨ（さとう チヨ、生年不詳 - 1985年）は、樺太の先住民族ウィルタ（オロッコ）の語り部。

## 人物・略歴
1910年（明治43年）頃の出生と推定される。樺太生まれ。敷香郡敷香町オタス出身。ウィルタ名はナプカ。
第二次世界大戦終結後、北海道釧路市に移り住んだ。言語学者の池上二良が東京大学大学院に在籍していた1949年（昭和24年）に池上と知り合い、池上にウィルタ語を教えた。1984年（昭和59年）、夫が死去した。同胞である網走市のダーヒンニェニ・ゲンダーヌ（北川源太郎）とも交流があった。
池上二良との交流は、佐藤チヨが没する1985年（昭和60年）までつづいた。池上は、1986年（昭和61年）に以下のように述べている。